# Alba Sotorra Clua
Alba Sotorra Clua (Reus, 1980) es una directora y productora de cine documental española. Entre sus proyectos se encuentran Miradas desveladas (2008), Qatar, The Race (2011), Game Over (2015), por el que recibió un Premio Gaudí a la mejor película documental, y Comandante Arian (2018), nominada a los Premios Gaudí. De 2020 es el largometraje documental Francesca i l'amor'’.

## Biografía
Sotorra nació en Reus en 1980. Es licenciada en Comunicación Audiovisual por la Universidad Complutense de Madrid (2004) y Máster Europeo en Estudios Culturales por la Universitat Rovira i Virgili de Tarragona (2007).
Fundó la productora audiovisual Alba Sotorra S.L. Ha trabajado, filmado y vivido en varios países, sobre todo en Oriente Medio, especialmente en Siria, Turquía, Irán y Catar. 
Ha realizado varios talleres de escritura de guion y dirección de documentales, entre ellos: SOURCES2 (2010), Berlinale Talento Campus (2011), Dok. Incubator (2014), IDFA Academy (2015) y Producers Workshop (2017).
Es miembro de PROA (Asociación de Productores) y CIMA (Asociación de Mujeres Productoras). 

## Documentales
Sus documentales tratan temas contemporáneos relacionados con conflictos políticos, sociales y humanos de la actualidad. Se centra sobre todo en la reflexión desde una perspectiva de género, de temas como la libertad, la igualdad y la identidad.
- Comandante Arian (2018)

En Comandante Arian, Sotorra se adentra en primera línea de la guerra de Siria para documentar la lucha de las mujeres kurdas  contra el Estado Islámico y su revolución feminista en Rojava. Sotorra sigue a la comandante Arian, de 30 años, quien forma parte de las Unidades de Defensa de las Mujeres (YPJ), un cuerpo militar formado exclusivamente por mujeres en 2012, con el objetivo de protegerse del Dáesh y de transformar la sociedad patriarcal en la que viven.
- Game Over (2015)

Largometraje documental que ganó el Premio Gaudí a mejor documental en 2016. También fue galardonado mejor documental de nuevo realizador al Festival Internacional Docs Barcelona y recibió una mención de honor a los premios Ciutat de Barcelona. Tuvo el estreno internacional al Festival Internacional de Karlovy Vary. También ha competido al Festival de Málaga, Documenta Madrid, al Planet Doc (Polonia) y al Festival Alcances de Cáceres entre otros. Coproduït por Televisión de Cataluña, Televisión Española y con el apoyo del Fondo de Cine de Hamburgo y el ICEC.
- Miradas desveladas (2008)

Miradas desvelades es el retrato combativo de mujeres artistas de Bosnia, Turquía, Irán, Afganistán y Pakistán. Con financiación de la ICEC y del Instituto Català de las Mujeres. Premiado como mejor documental en el Festival de Cine Invisible (Bilbao), en el Festival de Cine de Mollerusa y en el Festival Internacional de Cine REGUERA (Tarragona).
- Qatar, The Race (2011)

Documental filmado en Catar. Estreno internacional al Planet Doc (Polonia). Coproducido por Televisión de Cataluña y DTM (Catar).
- Francesca y el Amor (2020)

Largometraje documental que cuenta con el apoyo de Creative Europe Desarrollo de MEDIA y el desarrollo y la producción de la ICEC.
- El Retorno, la vida después del ISIS (2021)

Aborda la historia de varias mujeres occidentales que viven en el campo de refugiados de al-Roj, al nordeste de Siria. Tras abandonar su país, dedicaron una parte de su vida al ISIS y ahora los gobiernos de sus países no les permiten retornar. El estreno del documental tuvo lugar en la Sección Oficial de la 28ª edición del SXSW Film Festival (Texas) en marzo de 2021.

## Premios y reconocimientos
- 2015: Premio Gaudí a la mejor película documental por Game Over
- 2016: Premio a mejor directora novel por el Colegio de Directores de Cataluña.[12]
- 2022 : Premio Gaudí a Mejor película documental por El retorn: La vida després de l’ISIS.[13]